# Angela Cartwright
Angela Cartwright (Altrincham, 9 settembre 1952) è un'attrice e fotografa statunitense, nota soprattutto per i suoi ruoli di attrice bambina negli anni cinquanta e sessanta, come "Brigitta" nel film Tutti insieme appassionatamente (1965) e interprete nelle popolari serie televisive Make Room for Daddy (1957-1964) e Lost in Space (1965-1968).

## Biografia
Nata nel 1952 in Inghilterra e trasferitasi di lì a poco negli Stati Uniti, Angela Cartwright ha giovanissima le sue prime esperienze come attrice bambina, al pari della sorella maggiore Veronica Cartwright. Angela raggiunge immediatamente ampia notorietà per la sua presenza dal 1957 al 1964 nel cast principale della popolare serie televisiva Make Room for Daddy, con Danny Thomas, Marjorie Lord e Rusty Hamer. Partecipa quindi come guest star anche a numerose altre serie televisive.
Il successo enorme, anche a livello internazionale, giunge per Angela nel 1965 quando fu scelta ad interpretare la piccola "Brigitta" in Tutti insieme appassionatamente, uno dei film più popolari di tutti i tempi. Con Julie Andrews e Christopher Plummer e gli altri giovani interpreti della famiglia Von Trapp, Angela può dar mostra anche del suo notevole talento vocale e musicale. Alla televisione Angela entra quindi nel cast principale di un'altra serie di grande successo Lost in Space (1965-1968), nel quale lei e Bill Mumy sono i componenti più giovani di un equipaggio spaziale inviato alla colonizzazione di nuovi mondi.
Ormai giovane donna, Angela Cartwright (a differenza della sorella Veronica Cartwright che avrà una lunga carriera al cinema e alla televisione) torna solo occasionalmente al ruolo di attrice, dedicandosi piuttosto alla sua passione per la fotografia, che l'ha resa autrice di numerose pubblicazioni illustrate. La sua collezione, frutto di oltre 30 anni di lavoro, è esposta presso il suo studio a Studio City in California.

## Pubblicazioni illustrate

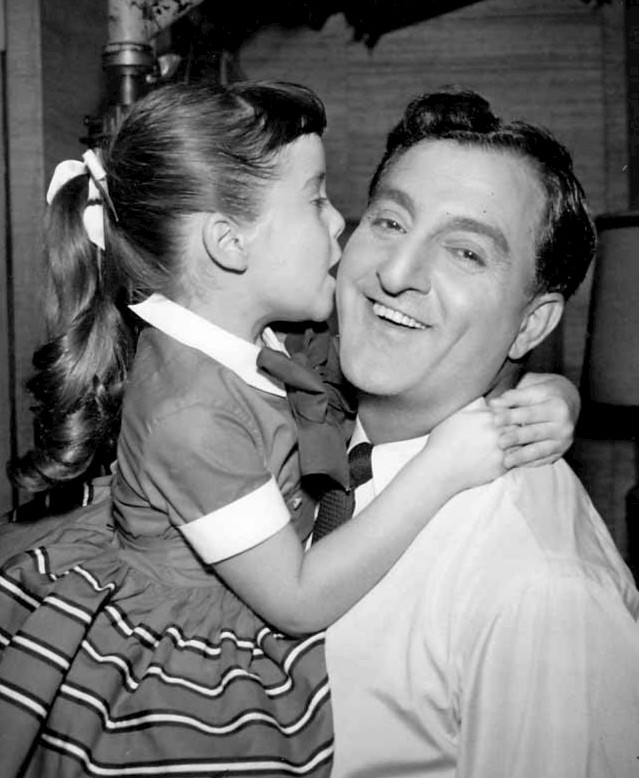
La piccola Angela Cartwright con Danny Thomas nel 1957

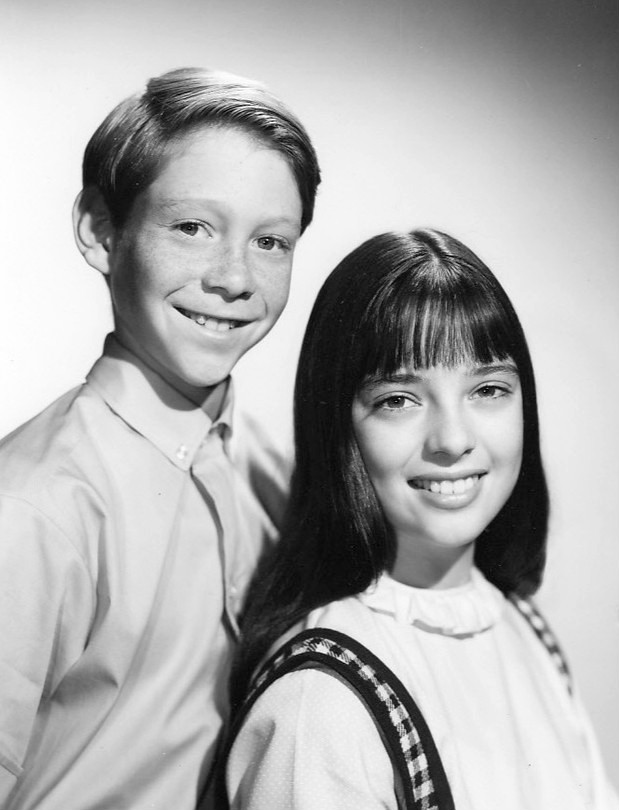
Con Bill Mumy in Lost in Space (1965-68)

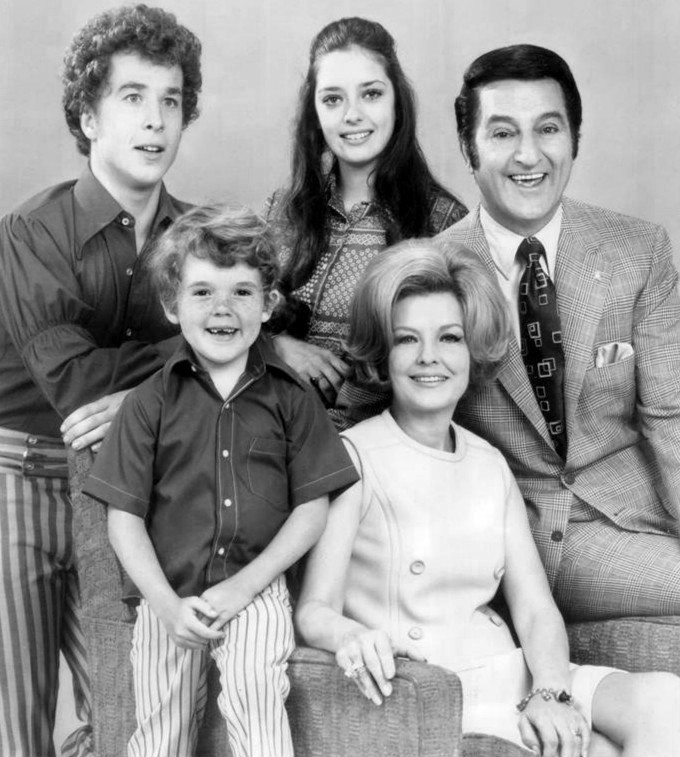
Giovane attrice in Make Room for Granddaddy (1970)

- In This House: A Collection of Altered Art Imagery and Collage Techniques (2007)
- Mixed Emulsions – Altered Art Techniques for Photographic Imagery (2011)
- In This Garden: Explorations in Mixed Media Visual Narrative (2011)
- Lost (and Found) in Space (2015)
- Lost Treasures from the Twentieth Century Fox Archive (2016)
- The Sound of Music Family Scrapbook (III ed, 2020)

## Filmografia parziale

### Cinema
- Qualcosa che vale (Something of Value), regia di Richard Brooks (1957) - non accreditata
- Laddy alla riscossa (Lad, A Dog), regia di Leslie H. Martinson e Aram Avakian (1962)
- Tutti insieme appassionatamente (The Sound of Music), regia di Robert Wise (1965)
- L'inferno sommerso (Beyond the Poseidon Adventure), regia di Irwin Allen (1972)
- Lost in Space - Perduti nello spazio (Lost in Space), regia di Stephen Hopkins (1998) - cameo

### Televisione
- Make Room for Daddy – serie TV, 222 episodi (1957-1964)
- Io e i miei tre figli (My Three Sons) – serie TV, episodio 5x33 (1965)
- Lost in Space – serie TV, 84 episodi (1965-1968)
- The Danny Thomas Hour – serie TV, episodio 1x08 (1967)
- Make Room for Granddaddy – serie TV, 24 episodi (1970-1971)
- Scout's Honor – film TV, regia di Henry Levin (1980)
- Lost in Space - serie TV, episodio 2x03 (2019)

## Doppiatori italiani
Nelle versioni in italiano delle opere in cui ha recitato, Angela Cartwright è stata doppiata da
- Daniela Abbruzzese in Lost in Space (2018)

## Premi e riconoscimenti
- Young Hollywood Hall of Fame (1950's)